# 1866
1866 (MDCCCLXVI) a fost un an obișnuit al calendarului gregorian, care a început într-o zi de luni.

## Evenimente

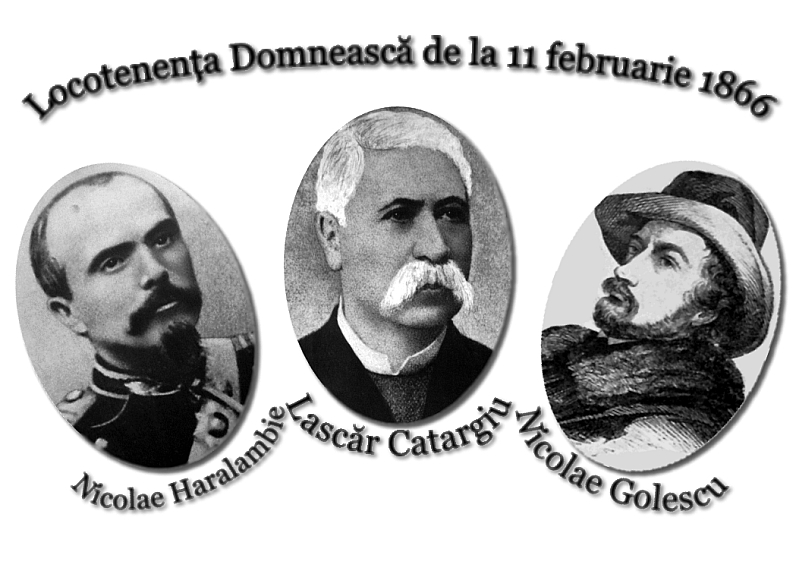
Locotenența Domnească conduce țara după abdicarea forțată a lui Alexandru Ioan Cuza și până la venirea Prințului Carol.

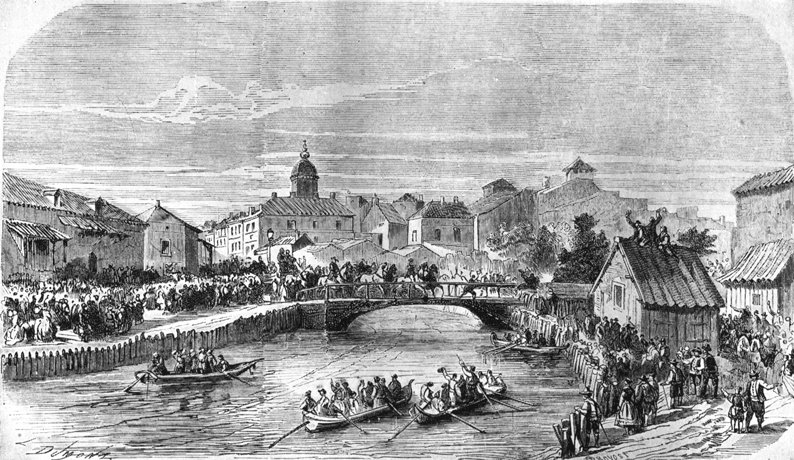
10 mai: Intrarea în București a Principelui Carol.

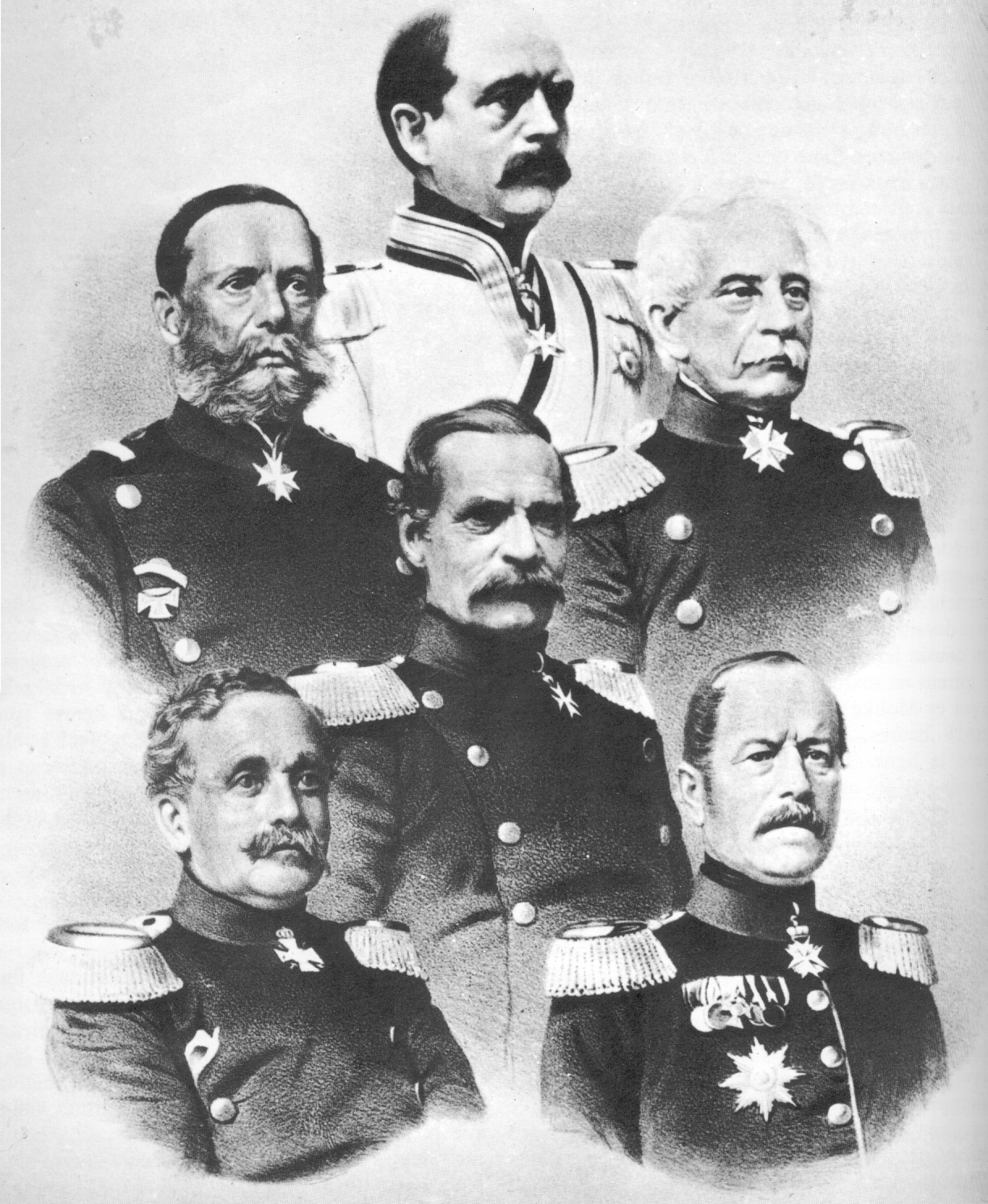
Lideri militari prusaci implicați în Bătălia de la Sadowa, 1866.

### Ianuarie
- 12 ianuarie: La Londra, ia ființă Societatea Regală de Aeronautică (Royal Aeronautical Society).

### Februarie
- 11 februarie: Alexandru Ioan Cuza, domnitorul României, este silit să abdice, ca urmare a conjurației pregătite de coaliția dintre conservatori și liberal-radicali (Monstruoasa coaliție). Puterea a fost preluată de o locotenență domnească alcătuită din: Lascăr Catargiu (reprezentantul Moldovei și al conservatorilor), generalul Nicolae Golescu (reprezentant al Țării Românești și al liberalilor) și colonelul Nicolae Haralambie (reprezentantul armatei). În drumul său spre exil, Cuza poposește în Timișoara, unde este cazat la Hotel Trompetistul.
- 16 februarie: Deși Filip de Flandra a comunicat refuzul său, "Monitorul Oficial" publică mesaje prin care acesta este aclamat ca Filip I.
- 26 februarie/10 martie: La Paris începe Conferința reprezentanților celor 7 puteri garante care discută problema Principatelor Unite. Se vor declara împotriva aducerii unui prinț străin, punând problema separării Principatelor, Unirea fiind recunoscută numai pe timpul domniei lui Cuza.

### Martie
- 19 martie: Cu acordul guvernului, Ion C. Brătianu se deplasează la Düsseldorf pentru a încerca să obțină acceptul Prințului Carol de Hohenzollern-Sigmaringen de a deveni domnul României. Carol a devenit candidat după refuzul fratelui său mai mare, Leopold, care viza tronul Spaniei.

### Aprilie
- 1 aprilie: Ia ființă Societatea Literară Română, viitoarea Academie Română (din 1879), cu misiunea de a alcătui un dicționar al limbii române și de a-i fixa gramatica și ortografia. Scriitorul I. Heliade Rădulescu a devenit primul președinte.
- 2–8 aprilie: În România are loc Plebiscitul pentru aprobarea Principelui Carol ca domnitor al Principatelor Unite.
- 29 aprilie: Sfătuit de cancelarul Otto Bismarck al Prusiei să pună puterile garante în fața faptului împlinit și încurajat de împăratul Napoleon al III-lea al Franței și cu aprobarea tacită a regelui Wilhelm al Prusiei, Prințul Carol se hotărăște să accepte domnia.

### Mai
- 5 mai/17 mai: Reprezentanții puterilor garante întruniți la Paris se hotărăsc să nu recunoască validitatea alegerii lui Carol de Hohenzollern-Sigmaringen.
- 10 mai/22 mai: Principele Carol de Hohenzollern-Sigmaringen, în vârstă de 27 de ani, ajunge la București și primește cheia orașului de la Dumitru Brătianu.
- 11 mai/23 mai: Principele Carol îi scrie Reginei Victoria a Regatului Unit vestindu-i urcarea sa pe tron și exprimând speranța recunoașterii sale de către guvernul englez.
- 23 mai/4 iunie: La Conferința de la Paris, Rusia propune să se acorde Turciei dreptul de a trimite un comisar în Principate dar propunerea - susținută de Turcia - este respinsă de Franța, Regatul Unit, Italia și Prusia.
- 29 mai/10 iunie: Domnitorul Carol începe învățarea limbii române cu August Treboniu Laurian, profesor la Universitatea din București.

### Iunie
- 8 iunie: Parlamentul canadian se întrunește pentru prima dată la Ottawa.
- 14 iunie-23 august: A avul loc Războiul austro-prusac, parte a Războaielor pentru Unificarea Germaniei. S-a încheiat cu Pacea de la Praga (23 august).
- 20 iunie: Regatul Italiei declară război Austriei.
- 24 iunie: Bătălia de la Custozza. În încercarea de a câștiga Veneția, deținută de Imperiul Austriac, Italia a pierdut din nou. De partea Imperiului Austriac au luptat soldați ai Regimentului 50 de Infanterie (Alba Iulia), compus în majoritate din români transilvăneni. Italia a obținut ulterior Veneția pe cale diplomatică, prin Tratatul de la Viena (1866).

### Iulie
- 1 iulie: Domnitorul Carol promulgă prima constituție a României – Constituțiunea Principatelor Unite Române.
- 3 iulie: Armata prusacă învinge armata austriacă în Bătălia de la Königgrätz (Bătălia de la Sadova, azi teritoriu al Cehiei) în cadrul Războiului austro-prusac.
- 5 iulie: Prințesa Elena, a treia fiică a Reginei Victoria, se căsătorește cu Prințul Christian de Schleswig-Holstein.

### August
- 6 august: Moare fratele mai mic al domnitorului Carol, Prințul Anton, la vârsta de 24 de ani, în urma rănilor primite în Războiul austro-prusac.
- 23 august: Pacea de la Praga pune capăt Războiului austro-prusac.

### Octombrie
- 11 octombrie: Poarta recunoaște ereditatea domniei lui Carol, în descendență directă și recunoaște unirea celor două țări române.
- 12 octombrie: Tratatul de la Viena. Document prin care se pune capăt războiului dintre Austria și Italia. Ca urmare, Italia anexează Veneția.

### Nedatate
- februarie: Principatele Unite. Camera și Senatul sunt convocate în ședință extraordinară și proclamă instituirea monarhiei constituționale, alegând în unanimitate pe contele Filip de Flandra, al treilea fiu al regelui Leopold I al Belgiei, ca Filip I.
- David Livingstone începe să exploreze Africa Centrală.
- Intră în vigoare Legea privind introducerea în România a sistemului metric.
- John Stuart Mill reclamă dreptul la vot pentru femei în Regatul Unit.

## Arte, științe, literatură și filozofie
- Alfred Nobel inventează dinamita.
- Bogdan Petriceicu Hașdeu editează, la București, revista săptămânală satirico–umoristică Satyrul.
- Debutul literar al lui Mihai Eminescu în revista Familia din Oradea, cu poezia De-aș avea.
- Édouard Manet pictează Femeie cu papagal.
- Fiodor Dostoievski publică Jucătorul.
- Institutul de Artă din Chicago. Muzeu din Chicago înființat sub titulatura Academia de Design.
- Paul Verlaine publică Poème saturniens.
- Premiera operei Viața pariziană de Jacques Offenbach.
- Primul concert simfonic din București, la Teatrul cel Mare, sub conducerea lui Eduard Wachmann.

## Nașteri
- 13 ianuarie: Dinu Brătianu, om politic liberal, deputat, ministru român și președinte al Partidului Național Liberal (d. 1950)
- 29 ianuarie: Romain Rolland, scriitor francez, laureat al Premiului Nobel (d. 1944)
- 25 februarie: Benedetto Croce, critic, filosof idealist și politician italian (d. 1952)
- 28 februarie: Viaceslav Ivanov, poet și dramaturg rus (m. 1949)
- 21 martie: Octavian Smigelschi, pictor român (d. 1912)
- 12 aprilie: Alexandr Ilici Ulianov, revoluționar rus, unul dintre liderii mișcării Pervomartovți, fratele mai mare al lui Lenin (d. 1887)
- 29 mai: Akop Akopian, poet armean (d. 1937)
- 31 iulie: Nicolae Coculescu, matematician român (d. 1952)
- 12 august: Jacinto Benavente, dramaturg spaniol, laureat al Premiului Nobel (d. 1954)
- 10 septembrie: Jeppe Aakjær, scriitor danez (d. 1930)
- 20 septembrie: George Coșbuc, poet, jurnalist și traducător român (d. 1918)
- 21 septembrie: Herbert George Wells, scriitor englez de literatură SF ( Războiul lumilor, Omul invizibil),  (d. 1946)
- 25 septembrie: Thomas H. Morgan, biolog și genetician american (d. 1945)
- 22 octombrie: Aglae Pruteanu (n. Aglae Theodoru), actriță română de teatru (d. 1941)
- 12 noiembrie: Sun Yat-sen, revoluționar chinez (d. 1925)
- 2 decembrie: Jean Francis Auburtin, pictor francez (d. 1930)
- 4 decembrie: Wassily Kandinsky, pictor rus (d. 1944)

## Decese
- 8 aprilie: Benjamin Guy Babington, 72 ani, medic englez, inventatorul primului laringoscop (n. 1794)
- 13 iunie: Ludovic al II-lea al Bavariei (n. Ludwig II. Otto Friedrich Wilhelm), 40 ani (n. 1845)
- 20 iulie: Georg Friedrich Bernhard Riemann, 39 ani, matematician german (n. 1826)
- 25 septembrie: Karl Ludwig Hencke, 73 ani, astronom amator german (n. 1793)
- 13 octombrie: William Hopkins, 73 ani, geolog și matematician englez (n. 1793)
- 14 noiembrie: Miguel I al Portugaliei (n. Miguel Maria do Patrocínio João Carlos Francisco de Assis Xavier de Paula Pedro de Alcântara António Rafael Gabriel Joaquim José Gonzaga Evaristo de Bragança e Bourbon), 64 ani, rege al Portugaliei, (n. 1802)